# Alyssa Rosenzweig
Alyssa Rosenzweig är en mjukvaruutvecklare  och mjukvarufrihetsaktivist  känd för sitt arbete med fri programvara för grafikdrivrutiner.

## Utbildning
Alyssa Rosenzweig gick sin högstadieutbildning på Dougherty Valley High School, och tog extra kurser på Harvard Summer School och på Center of Talented Youth. 
År 2021 påbörjade hon studier inom matematik vid Innis College vid University of Toronto som en Lester B. Pearson International Scholar.  

## Karriär
Som mjukvaruingenjör på Collabora ledde hon Panfrost-projektet, där de utvecklade gratis OpenGL-drivrutiner för grafikprocessorn Mali för att stödja accelererad grafik i Mesa. Denna mjukvara levereras som standard på enheter som Pinebook Pro.  Hon lämnade Collabora den 10 april 2023.  Sedan maj 2023 har hon arbetat med Valve Corporation. 
I september 2020 skrev hon en Linux-klient för kontaktspårning för covid-19 som används i Kanada. 
Som utvecklare vid Asahi Linux arbetar hon med reverse-engineering, också känt som demontering och baklängeskonstruktion, av Apples grafikprocessor i syfte att porta Linux till Apple M1-processorn,    för att möjliggöra utvecklingen av en fri programvara Gallium3D-baserad OpenGL-drivrutin  inriktad på "AGX"-arkitekturen som finns i en M1 grafikprocessor.  I juli 2021 demonstrerade Rosenzweig att Debian körde "bare metal" på Apple M1 med en officiell operativsystemkärna.

## Utmärkelser
Hon är mottagare av 2020 års pris för enastående bidragsgivare till ny fri programvara   och en Google Open Source Peer Bonus. 